# Сага о Названых Братьях
«Сага о названых Братьях» (исл. Fóstbrœðra saga) — одна из «саг об исландцах», относящаяся к числу самых значительных произведений этого жанра (цикл саг западной четверти). Её главные герои — побратимы Тормод сын Берси и Торгейр сын Хавара.

## Сюжет
Действие саги происходит в разных частях Исландии, а также в Гренландии и Норвегии в 1010—1030 годах. Главные герои — побратимы Торгейр сын Хавара и Тормод сын Берси, оба уроженцы Западных фьордов. Торгейр — суровый воин, совершивший первое убийство в 15 лет в рамках мести за отца; Тормод — поэт, не отличавшийся большой силой и пользовавшийся успехом у женщин. Побратимы совместно владели кораблём и занимались у побережья охотой на китов, а также, судя по глухим сообщениям саги, пиратством. Торгейр периодически совершал немотивированные убийства; за одно из этих убийств тинг объявил его вне закона.
Как-то Торгейр спросил Тормода, кто, по его мнению, победил бы в их поединке. Торгейр назвал вопрос шуточным, но между побратимами всё же произошла размолвка. После этого Торгейр уехал из Исландии. Он побывал в Ирландии, в Англии, в Дании и, наконец, стал дружинником Олава Святого в Норвегии. Так как родичи добились его оправдания, Торгейр раз в два года приезжал в Исландию и занимался там торговыми делами. В конце концов там он погиб в бою с родственниками одной из своих жертв (1024 год).
Тормод всё это время жил в Исландии. Он посвятил хвалебную песнь женщине по имени Торбьёрг Чёрная Бровь и назвал песнь «Висы Чёрной Брови». За это мать Торбьёрг дала ему прозвище — Скальд Чернобровой. Узнав о гибели побратима, он уехал в Норвегию и стал дружинником конунга, потом отправился в Гренландию и, проведя там три года, отомстил за смерть Торгейра. В 1028 году Тормод вернулся в Норвегию. Он последовал за Олавом Святым в изгнание и погиб вместе с ним при Стикластадире.

## Особенности
«Сага о названых братьях» отличается своеобразным стилем: её автор вводит в текст свои комментарии, оценочные суждения, учёные выражения, метафоры. В саге приводится около сорока вис Тормода. Особенности стиля одни учёные объясняют связью саги с устной традицией, другие — напротив, её книжным происхождением. С этими гипотезами связаны разные датировки записи саги — приблизительно 1200 год и конец XIII века соответственно.
В первой главе рассказывается эпизод из биографии Греттира сына Асмунда — когда бонды схватили его и собирались повесить, но вмешалась Торбьёрг дочь Олава Павлина. Здесь источником для «Саги о Названых Братьях» могла быть «Сага о Греттире», но возможна и обратная последовательность.
Сага сохранилась в четырёх разных редакциях, причём полный текст есть только в одной, дошедшей в составе «Книги с Плоского острова». Впервые она была опубликована в 1822 году. В XIX веке сагу перевели на датский, немецкий и английский языки, в XX — на большинство остальных языков Западной Европы. «Сага о Названых братьях» считается одним из самых выдающихся произведений средневековой исландской литературы, ей посвящено множество научных работ. Современной версией этой саги может считаться роман Хальдоура Лакснесса «Герпла».

## Издание на русском языке
- Сага о названных братьях. Перевод А. В. Циммерлинга // Исландские саги. М.: Языки славянской культуры, 2000. С. 118—201.